# Dlimoyo
Dlimoyo is een bestuurslaag in het regentschap Temanggung van de provincie Midden-Java, Indonesië. Dlimoyo telt 2835 inwoners (volkstelling 2010).